# Erektion
| Erektion |
| --- |
| - Betydelse – svullnad som förstorar människans könsorgan - Funktion – underlätta penetration vid samlag - Varianter – dyna (erigerad klitoris), stånd (erigerad penis) |

Erektion (även stånd hos män eller dyna hos kvinnor) innebär att könsorganet ansvälls och förstoras. Detta sker vanligen i samband med sexuell upphetsning. Erektionen hos man och kvinna underlättare för mannens penis att penetrera kvinnans slida, vilket är en vanlig sexuell praktik.

## Hos man och kvinna

### Erektion av penis

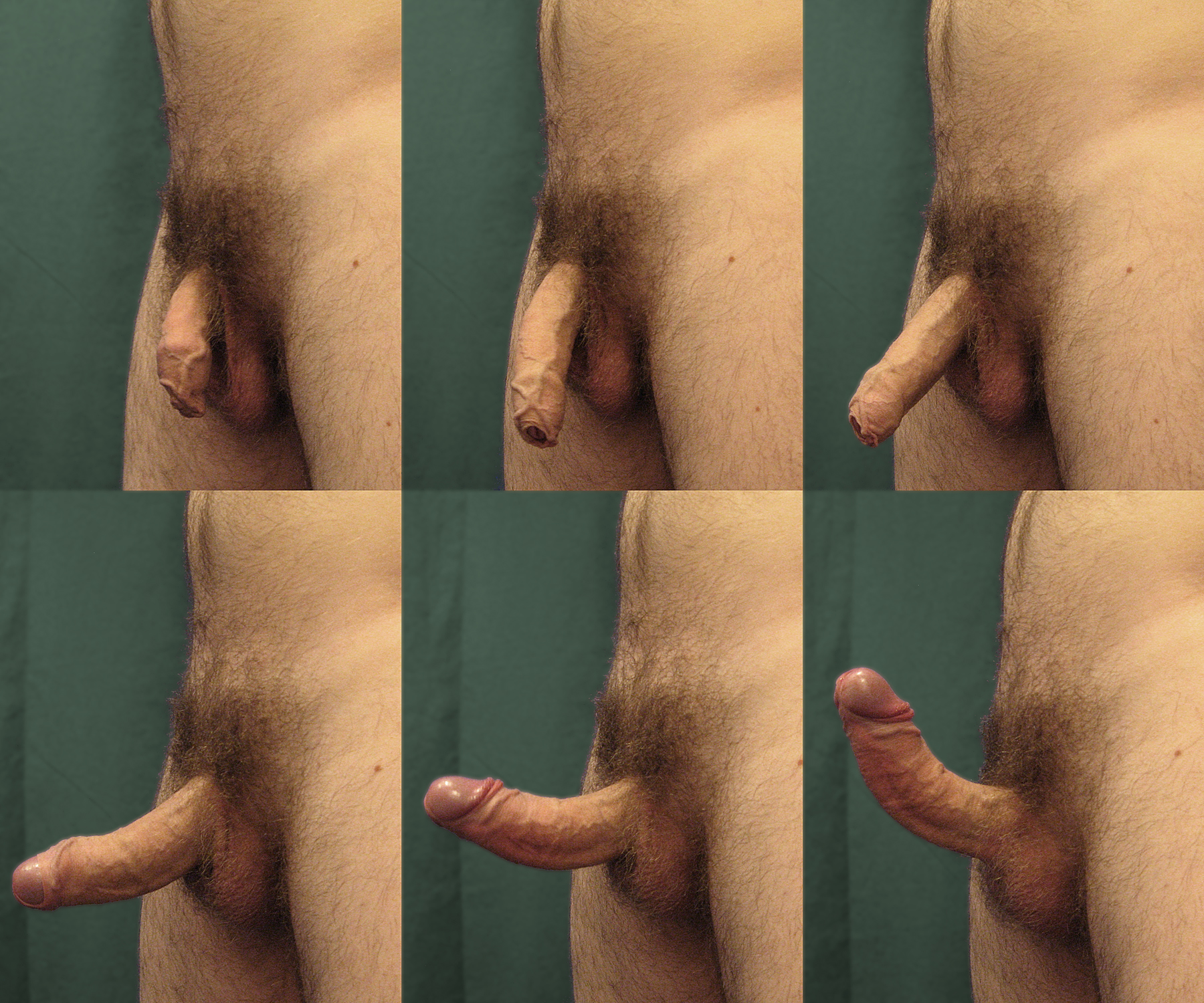
Erektion av penis: Penis från slakt tillstånd till full erektion.

Penis byggs upp av tre svällkroppar. Två av svällkropparna går bredvid varandra på höger och vänster sida. Det är dessa som gör att penis blir hård när man får erektion. Den tredje svällkroppen ligger runt urinröret och bildar i den yttersta delen själva ollonet. Den tredje svällkroppen gör att urinröret hålls öppet så att sperman kan komma ut vid utlösning. Svällkropparna fortsätter en bit in i kroppen och förankrar penis. 
En del individers penis kan vara böjd åt något håll vid erektion. Detta skapas genom att någon av de tre svällkropparna i penis är kortare än de övriga två. Penis krökning ses som icke hämmande vid samlag om krökningens vinkel icke överstiger trettio grader. Vid kraftigare krökning kan en operation vara aktuell, eftersom individen kan uppleva problem vid samlag. Det finns dock de som aldrig upplever dessa problem vid samlag, vilket medför att en operation ej är nödvändig. En krökning som överstiger trettio grader kan innebära att individen lider av Peyronies sjukdom.
Penis har inget underhudsfett, därför syns blodkärl, talgkörtlar och hårsäckar som ligger under huden väl och man kan tycka att penis ser ådrig och knottrig ut. På undersidan av ollonet, under förhuden, går en hudsträng från penisskaftet till ollonet. Den brukar kallas frenulum och sitter fast i underkanten av urinrörsmynningen. Hudsträngen är stel och kan inte töjas lika mycket som penis övriga vävnader. Vid erektion får man därför en dragning i strängen som delvis sluter urinrörets öppning under samlag. Den kan ibland bli så spänd att den spricker och blöder lite, vilket inte är farligt.

### Erektion av klitoris

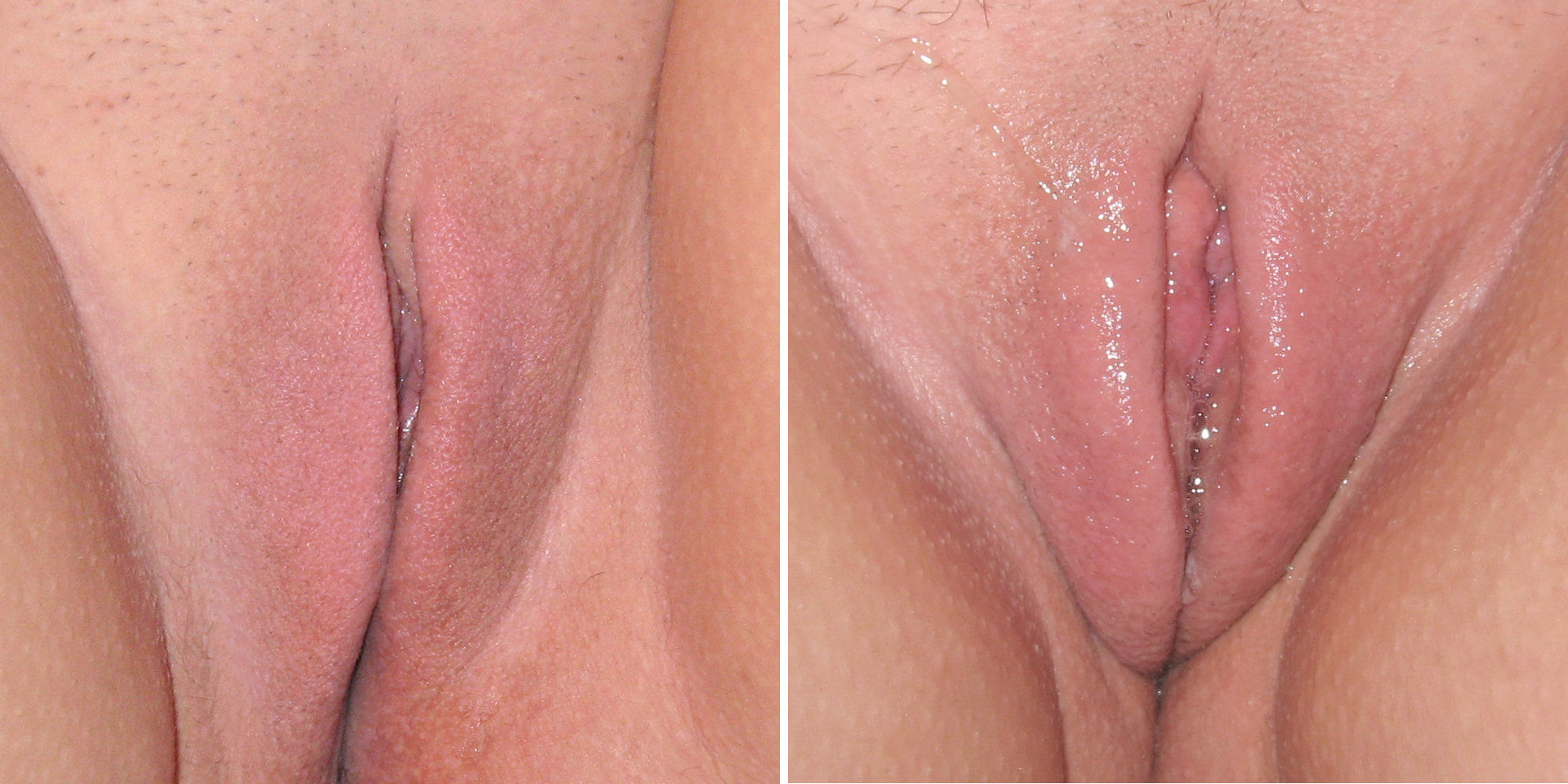
Kvinnlig erektion: till vänster normaltillstånd, till höger svullna blygdläppar och ökad lubrikation

Klitoris består också av svällkroppsvävnad som vid upphetsning blodfylls och styvnar. Detta gäller både klitorisollonet (det som syns som yttre könsorgan) och de delar av klitoris som ligger invändigt (klitoris skaft, skänklar och klyftor).
Storleken på erektionen hos en klitoris varierar en hel del, men det påverkar inte möjligheterna till sexuell stimulans. Vid erektion av klitoris kan även bröstvårtorna styvna och förstoras.

## Funktion och problem

### Erektionens orsaker
De flesta erektioner börjar i hjärnans så kallade sexcentrum. Därifrån skickas nervimpulser ner genom ryggmärgen och når till slut svällkropparna i penis eller klitoris. Samtidigt skickas signaler om lubrikation i slidan, och förberedelse för utlösning till könskörtlarna och testiklarna. Erektionen sker även av biologiska skäl. Den behövs för att penis ska kunna föras in i slidan under samlaget. När penis tränger in i slidan kommer toppen av penis nära livmoderhalsen där spermierna skall tränga in för att kunna ge upphov till befruktning. Längden på penis har inte någon betydelse för detta eftersom vätskan slungas ut med stor kraft vid utlösningen samtidigt som livmoderns Peristaltiska muskelrörelser gör att spermier trycks in i livmodern.

### Nattliga erektioner
Både penis och klitoris erigeras periodiskt under sömnen i samband med att hjärnan aktiveras under så kallad REM-sömn (drömsömn). I vissa fall leder nattlig erektion till pollution.
Under sömnen har män normalt 4–6 perioder med erektion. Dessa inträffar under drömsömnen och har inget med sexuella drömmar att göra. Det är ett nattligt program som nervsystemet sätter igång. Ett flertal funktioner aktiveras under drömsömnstadiet, tarmarnas rörlighet ökar, hjärta och kärl ändrar sin aktivitet och man har också intensiva ögonrörelser i sömnen. De nattliga erektionerna kan vara från några minuter till mer än en timme. Man kan se de nattliga erektionerna som ett träningsprogram som underlättar erektioner i vaket tillstånd. Under dessa erektionsperioder fylls svällkropparna med syrerikt blod vilket gör att hela vävnaden får en ordentlig syresättning. Detta underlättar nya erektioner genom ökad tillgång på syre. Syret behövs för att bilda den viktigaste kärlavslappande faktorn, kväveoxid (NO). En annan viktig funktion som den höga syresättningen fyller är att förhindra bildning av strama bindvävstrådar som förstör elastiska egenskaperna och förmågan att svälla i samband med erektionsstarten.
Eftersom man oftast vaknar i samband med drömsömn är det vanligt att man har erektion på morgonen, så kallat morgonstånd.

### Erektil dysfunktion
Erektil dysfunktion är störningar i förmågan att åstadkomma erektion. Erektil dysfunktion används, felaktigt, ofta synonymt med impotens utanför medicinska kretsar. Erektil dysfunktion är en gradvis nedsättning av erektionsförmågan medan impotens refererar enbart till gravare form av manlig erektionsstörning, det vill säga "oförmåga att penetrera och genomföra samlag utan hjälpmedel".
Det är mycket vanligt att de med en penis vid något tillfälle i livet har svårt att få stånd. En del har svårt vid speciella tillfällen. Till exempel kan en del individer få stånd när de onanerar men ha svårare vid samlag. Då är orsaken oftast psykologisk. Har man haft svårt att få stånd en gång är risken för att det ska upprepa sig ganska stor. Man spänner sig och så händer det igen. Kan man tala med sin partner brukar oron försvinna och ståndet komma tillbaka. Partnern kan påverkas och känna sig mindre attraktiv. Då är det värdefullt för ens partner att man förklarar att det inte beror på att man inte är attraherad.
Att inte få stånd kan också bero på sjukdom eller ha annan medicinsk förklaring. Är man stressad kan det påverka ståndet under en period. Vissa sjukdomar påverkar förmågan att få stånd och det kan då vara ett tecken på högt blodtryck, diabetes eller nervskada. 
Rökning inverkar negativt på förmågan att få stånd då nikotinet drar ihop det fina nät av blodkärl som finns i penis och erektionen uteblir. Även anabola steroider påverkar erektionen negativt på sikt.